# Со Симхян
Со Симхян (кор. 서심향, р.1 июля 1992) — северокорейская спортсменка, борец вольного стиля, чемпионка Азиатских игр, призёрка чемпионатов мира и Азии.

## Биография
Родилась в 1992 году. В 2009 году завоевала бронзовую медаль чемпионата мира. В 2010 году стала чемпионкой Азиатских игр и обладательницей бронзовой медали чемпионата Азии. В 2011 году вновь стала бронзовой призёркой чемпионата Азии. В 2013 году стала обладательницей бронзовых медалей чемпионата мира и чемпионата Азии.